# 四膜虫醇合酶
四膜虫醇合酶（英語：Tetrahymanol synthase，或称作鲨烯-四膜虫醇环化酶，squalene-tetrahymanol cyclase，EC 4.2.1.123）是一种最早分离自四膜虫的一种酶，催化链状三萜鲨烯生成五环三萜四膜虫醇的反应，该反应可逆：
鲨烯 + H2O {\displaystyle \rightleftharpoons } 四膜虫醇